# Ayako Uehara
Ayako Uehara (japonés:上原 彩子, Uehara Ayako; Takamatsu, 30 de julio de 1980) es una pianista clásica y educadora musical japonesa. En 2002, se convirtió en la primera mujer y la primera japonesa en ganar el Concurso Internacional Chaikovski de piano en Moscú.   

## Vida
Ayako Uehara estudió piano, composición y musicología en la “Escuela de Música Yamaha” desde los tres años. Desde 1990 estudia en la clase magistral de este instituto con Vera Gornostaeva. Hizo su debut en concierto en Tokio en 1995 con la Orquesta Sinfónica Nacional bajo la dirección de Mstislav Rostropovich con el Concierto para piano n.º 1 de Beethoven. Ya durante sus estudios fue galardonada en concursos de música, como el primer premio en el “Concurso Internacional para Jóvenes Pianistas” de Ettlingen en 1992, el segundo premio en el “Concurso Internacional de Piano de Sydney de Australia” en 2000 y la culminación en 2002 con el primer premio en el “Concurso Internacional Chaikovski” en Moscú. 
Después de ganar el Concurso de Piano de Moscú, Ayako Uehara ha actuado como solista con numerosas orquestas internacionales de renombre, incluida la Orquesta Sinfónica de Londres con Rafael Frühbeck de Burgos (2005/2006), la Orquesta Filarmónica de la BBC, la Orquesta Sinfónica de Viena con Fabio Luisi, la Orquesta Sinfónica Filarmónica de Dresde bajo la dirección de Simone Young, la Orquesta Nacional Rusa bajo la dirección de Mijaíl Pletniov, la Orquesta Filarmónica Toscanini bajo la dirección de Lorin Maazel. Realizó una gira por Japón con la Orquesta Sinfónica de la Radio de Berlín bajo la dirección de Marek Janowski y la Nueva Orquesta Filarmónica de Japón bajo la dirección de Seiji Ozawa. Desde 2005 también ha ofrecido numerosos conciertos internacionales como solista, por ejemplo en Copenhague en 2007 y en la Tonhalle de Zúrich en 2008. Se presentó en festivales como el Festival de Piano del Ruhr (2003), el “Festival Internacional Chopin” en Polonia (2002, 2005) y el Festival de Dubrovnik en Croacia (2003). 
Desde 2003, Ayako Uehara ha realizado grabaciones para EMI International con obras de Chaikovski, Músorgski y Prokófiev. En 2014 se trasladó al sello King Records y tocó su propio arreglo para piano de El Cascanueces de Chaikovski y los Preludios op. 32 de Rajmáninov. 
Ayako Uehara es actualmente profesora de piano clásico en la Universidad de Tokio. 